# Skyscrapers
Skyscrapers je americký němý film z roku 1906. Film trvá zhruba 8 minut. Film měl premiéru 8. prosince 1906.

## Děj
V New Yorku se staví nový mrakodrap a mnoho dělníků je zaneprázdněno nebezpečnou prací vysoko nad zemí. Jeden z dělníků, Dago Pete, je stavbyvedoucím vyhozen z práce za problémové chování. Pete se rozhodne ukrást z kapes dodavatele hodinky, které uschová do domu stavbyvedoucího, na kterého svalí vinu. Dodavatel se proto začne se stavbyvedoucím na vrcholu mrakodrapu prát. Stavbyvedoucí shodí dodavatele z plošiny, ale ten se stihne chytnout nosníku, čímž je zachráněn. Dago Pete je nakonec usvědčen mladou dcerou stavbyvedoucího, čímž se dodavatel a stavbyvedoucí usmíří.